# Donja Koprivna
Donja Koprivna falu Bosznia-Hercegovinában, a Bosznia-hercegovinai Föderáció Una-Szanai kantonjában.

## Fekvése
Bosznia-Hercegovina északnyugati részén, Bihácstól légvonalban 21, közúton 29 km-re északkeletre, Cazin központjától légvonalban 4, közúton 6 km-re északkeletre levő dombos vidéken, a Koprivska-patak völgyében, a Cazinról Bužimra menő főút mentén fekszik.

## Népessége
| Nemzetiségi csoport | Népesség 1991 | Népesség 2013 |
| ------------------- | ------------- | ------------- |
| Szerb               | 4             | 0             |
| Bosnyák             | 999           | 1238          |
| Horvát              | 1             | 3             |
| Jugoszláv           | 1             | 0             |
| Egyéb               | 2             | 8             |
| Összesen            | 1007          | 1249          |

## Története
A Donja Koprivna-i muszlim gyülekezethez Suljići, Agići, Donji és Gornji Omerčevići, Civići, Hirkići, Jonuzovići, Horozovo Brdo, Zećirevići, Balići, Granica, Hodžići, Rakovići, Kržalići, és Bozinjići falvak hívei is hozzá tartoztak. A gyülekezetnek körülbelül 320 háztartása van, és két mecsete van, a központi és a Suljići faluban található mecset. Feltételezik, hogy ebben a gyülekezetben már a 19. században is volt mecset, és azt a mecsetet, amelyre a gyülekezet még emlékezik, „Balića mecsetnek” hívták. Minaretje a rossz állapota miatt összeomlott, ezért a gyülekezet újabbat épített, amelyet 1938-ban nyitottak meg. Ez a mecset időközben szintén szűkössé és kényelmetlenné vált, ezért lebontották és újat építettek, amelyet 1991. augusztus 3-án nyitottak meg hivatalosan. Suljići község 1999-ben kezdte meg saját mecsetjének építését, így a mecset alapítására 1999. október 16-án, az ünnepélyes megnyitóra 2002. július 6-án került sor. A gyülekezet legidősebb tagjainak (Abdullah Abazović, Mehmed Suljić) emlékezete szerint ennek a gyülekezetnek az első imámja Jašar Zećirević efendi volt. A következő imámok Hasan Sejfović, Bajram Abazović, Hazim Ćoralić, Zahir Karaman, Smajo Nukić, Hajrudin Gobeljić (1979-1980), Adem Ljubijankić (1980-1997) és Omer Kovačević efendik voltak, aki 1997-től gyülekezet jelenlegi imámja.

## Nevezetességei
- A falu mecsetét 1991-ben nyitották meg.
- Suljići falunak külön mecsete van, melyet 1999 és 2002 között építettek.